# Itemirus
Itemirus (podle lokality Itemir, kde byl objeven) byl rod menšího masožravého teropodního dinosaura z čeledi Dromaeosauridae, žijící v období svrchní křídy (asi před 91 miliony let, stupeň turon) na území dnešního Uzbekistánu.

## Objev a popis
Dnes je tento teropod znám jen podle jednoho výlitku mozkovny, objeveného v roce 1958 u vesnice Itemir (odtud název). Holotyp má označení PIN 327/699 a byl objeven v souvrství Bissekty. Typový a jediný známý druh I. medullaris popsal ruský paleontolog Sergej Kurzanov v roce 1976.
Na základě výlitku mozkovny lze prohlásit, že tento velociraptorin měl dobrý zrak a schopnost udržovat rovnováhu. Pravděpodobně byl dobrým lovcem, podobně jako mnozí jiní dromeosauři. Rozměry tohoto teropoda nelze přesněji určit.
Některé fosilie, přiřazené původně tomuto druhu, byly později připsány velkému teropodovi druhu Ulughbegsaurus uzbekistanensis.

## Paleoekologie
Itemirus sdílel ekosystémy s mnoha dalšími organismy, včetně jiných dinosauřích taxonů. Mezi jeho potravní konkurenty mohl patřit například čtyřmetrový tyranosauroid rodu Timurlengia nebo již zmíněný ještě větší karcharodontosaur rodu Ulughbegsaurus. Mezi jeho současníky patřil například také rohatý dinosaurus rodu Turanoceratops.